# La Flèche Wallonne Féminine 2017
20. edycja kobiecego wyścigu kolarskiego La Flèche Wallonne Féminine odbyła się 19 kwietnia 2017 roku w Belgii. Trasa wyścigu liczyła 120 km, zaczynając się i kończąc w mieście Huy. Wyścig wygrała po raz trzeci z rzędu Holenderka Anna van der Breggen. Kolejne miejsca na podium zajęła Brytyjka Elizabeth Deignan oraz Polka Katarzyna Niewiadoma.
La Flèche Wallonne Féminine był siódmym w sezonie wyścigiem cyklu UCI Women’s World Tour, będącym serią najbardziej prestiżowych zawodów kobiecego kolarstwa. Poza wyścigiem kobiecym tego samego dnia, lecz na dłuższej trasie zorganizowano również wyścig mężczyzn.

## Wyniki
| M-ce | Imię i nazwisko      | Kraj              | Drużyna                            | Czas       |
| ---- | -------------------- | ----------------- | ---------------------------------- | ---------- |
| 1.   | Anna van der Breggen | Holandia          | Boels Dolmans                      | 3h 21' 06" |
| 2.   | Elizabeth Deignan    | Wielka Brytania   | Boels Dolmans                      | + 16"      |
| 3.   | Katarzyna Niewiadoma | Polska            | WM3 Pro Cycling                    | + 25"      |
| 4.   | Annemiek van Vleuten | Holandia          | Orica-Scott                        | + 43"      |
| 5.   | Shara Gillow         | Australia         | FDJ Nouvelle-Aquitaine Futuroscope | + 49"      |
| 6.   | Ashleigh Moolman     | Południowa Afryka | Cervélo–Bigla                      | + 54"      |
| 7.   | Coryn Rivera         | Stany Zjednoczone | Team Sunweb                        | + 56"      |
| 8.   | Janneke Ensing       | Holandia          | Alé Cipollini                      | + 58"      |
| 9.   | Katrin Garfoot       | Australia         | Orica-Scott                        | + 1' 00"   |
| 10.  | Flávia Oliveira      | Brazylia          | Lares–Waowdeals                    | + 1' 02"   |
|      |                      |                   |                                    |            |
| 18.  | Eugenia Bujak        | Polska            | BTC City Ljubljana                 | + 1' 34"   |
| 41.  | Agnieszka Skalniak   | Polska            | Astana Women's Team                | + 4' 17"   |
| 63.  | Katarzyna Pawłowska  | Polska            | Boels Dolmans                      | + 4' 43"   |
| 67.  | Małgorzata Jasińska  | Polska            | Cylance Pro Cycling                | + 5' 03"   |
| DNF  | Anna Plichta         | Polska            | WM3 Pro Cycling                    | -          |